# Delta das Américas
O Delta das Américas é uma área turística situada nos municípios de Água Doce do Maranhão, Araioses, Tutóia e Paulino Neves, no estado do Maranhão.

## Descrição
Polo turístico do Maranhão, o Delta das Américas esta ligado ao Delta do Rio Parnaíba, ou seja, o Delta das Américas, possui setenta por cento de sua área em território Araiosense, no estado do Maranhão. Tutóia, Paulino Neves e Araioses são os principais municípios.